# Prière du Vendredi saint
La prière du Vendredi saint est une prière universelle prononcée le jour du Vendredi saint, pendant la Semaine Sainte.

## Prière universelle
Cet article présente la version du missel de la forme ordinaire du rite romain. La version utilisée dans la forme extraordinaire du rite romain est différente. 
1. Pour l'Église
Prions, frères bien-aimés, pour la sainte Église de Dieu : que le Père tout puissant lui donne la paix et l'unité, qu'il la protège dans tout l'univers ; et qu'il nous accorde une vie calme et paisible pour que nous rendions grâce à Dieu.
Tous prient en silence. Puis le prêtre dit :
Dieu éternel et tout puissant, dans le Christ, tu as révélé ta gloire à tous les peuples ; protège l'œuvre de ton amour : afin que ton Église répandue par tout l'univers demeure inébranlable dans la foi pour proclamer ton nom. Par Jésus, le Christ, notre Seigneur. Amen.
2. Pour le pape
Prions pour notre saint Père le pape, François, élevé par Dieu notre Seigneur à l'ordre épiscopal : qu'il le garde sain et sauf à son Église pour gouverner le peuple de Dieu.
Dieu éternel et tout puissant dont la sagesse organise toutes choses, daigne écouter notre prière : protège avec amour le pape que tu as choisi, afin que, sous la conduite de ce pasteur, le peuple chrétien que tu gouvernes progresse toujours dans la foi. Par Jésus, le Christ, notre Seigneur. Amen.
3. Pour le clergé et le peuple fidèle
Prions pour notre évêque, N., pour tous les évêques, les prêtres, les diacres, pour tous ceux qui remplissent des ministères dans l'Église et pour l'ensemble du peuple des croyants.
Dieu éternel et tout puissant dont l'Esprit sanctifie et gouverne le corps entier de l'Église, exauce les prières que nous t'adressons pour tous les ordres de fidèles qui la composent : que chacun d'eux, par le don de ta grâce, te serve avec fidélité. Par Jésus, le Christ, notre Seigneur. Amen.
4. Pour les catéchumènes
Prions pour les (nos) catéchuménes : que Dieu notre Seigneur ouvre leur intelligence et leur cœur, et les accueille dans sa miséricorde ; après avoir reçu le pardon de tous leurs péchés par le bain de la naissance nouvelle, qu'ils soient incorporés à notre Seigneur Jésus-Christ.
Dieu éternel et tout puissant, toi qui assures toujours la fécondité de ton Église, augmente en nos catéchumènes l'intelligence et la foi : qu'ils renaissent à la source du baptême et prennent place parmi tes enfants d'adoption. Par Jésus, le Christ, notre Seigneur. Amen.
5. Pour l'unité des chrétiens
Prions pour tous nos frères qui croient en Jésus Christ et s'efforcent de conformer leur vie à la vérité : demandons au Seigneur notre Dieu de les rassembler et de les garder dans l'unité de son Église.
Dieu éternel et tout-puissant, toi qui rassembles ce qui est dispersé et qui fais l'unité de ce que tu rassembles, regarde avec amour l'Église de ton Fils : nous te prions d'unir dans la totalité de la foi et par le lien de la charité tous les hommes qu'un seul baptême a consacrés. Par Jésus, le Christ, notre Seigneur. Amen.
6. Pour le peuple juif
Prions pour les Juifs à qui Dieu a parlé, en premier : qu'ils progressent dans l'amour de son Nom et la fidélité de son Alliance. 
Tous prient en silence. Puis le prêtre dit : 
Dieu éternel et Tout-Puissant, toi qui as choisi Abraham et sa descendance pour en faire les fils de ta promesse, conduis à la plénitude de la rédemption le premier peuple de l'Alliance, comme ton Église t'en supplie. Par Jésus, le Christ, Notre Seigneur. Amen.
7. Pour les autres croyants
Prions pour ceux qui ne croient pas en Jésus Christ : demandons qu'à la lumière de l'Esprit Saint, ils soient capables eux aussi de s'engager pleinement sur le chemin du salut.
Dieu éternel et tout puissant, donne à ceux qui ne croient pas au Christ d'aller sous ton regard avec un cœur sincère, afin de parvenir à la connaissance de la vérité ; et donne-nous de mieux nous aimer les uns les autres et d'ouvrir davantage notre vie à la tienne, pour être dans le monde de meilleurs témoins de ton amour. Par Jésus, le Christ, notre Seigneur. Amen.
8. Pour ceux qui ne connaissent pas Dieu
Prions pour ceux qui ne connaissent pas Dieu : demandons qu'en obéissant à leur conscience ils parviennent à le reconnaître.
Dieu éternel et tout puissant, toi qui as créé les hommes pour qu'ils te cherchent de tout leur cœur et que leur cœur s'apaise en te trouvant, fais qu'au milieu des difficultés de ce monde, tous puissent discerner les signes de ta bonté et rencontrer des témoins de ton amour : qu'ils aient le bonheur de te reconnaître, toi, le seul vrai Dieu et le Père de tous les hommes. Par Jésus, le Christ, notre Seigneur. Amen.
9. Pour les pouvoirs publics
Prions pour les chefs d'État et tous les responsables des affaires publiques : que le Seigneur notre Dieu dirige leur esprit et leur cœur selon sa volonté pour la paix et la liberté de tous.
Dieu éternel et tout puissant, toi qui tiens en ta main le cœur des hommes, et garantis les droits des peuples, viens en aide à ceux qui exercent le pouvoir ; que partout sur la terre s'affermissent avec ta grâce la sécurité et la paix, la prospérité des nations, et la liberté religieuse. Par Jésus, le Christ, notre Seigneur. Amen.
10. Pour nos frères dans l'épreuve
Frères bien aimés, prions Dieu le Père tout puissant d'avoir pitié des hommes dans l'épreuve :  qu'il débarrasse le monde de toute erreur, qu'il chasse les épidémies et repousse la famine, qu'il vide les prisons et délivre les captifs, qu'il protège ceux qui voyagent, qu'il ramène chez eux les exilés, qu'il donne la force aux malades, et accorde le salut aux mourants.
Dieu éternel et tout puissant, consolation des affligés, force de ceux qui peinent, entends les prières des hommes qui t'appellent, quelles que soient leurs souffrances : qu'ils aient la joie de trouver dans leurs détresses le secours de ta miséricorde. Par Jésus, le Christ, notre Seigneur. Amen.

## La prière pour les Juifs

### Église catholique
Dans la prière pour les Juifs, on trouvait jusqu'en 1959 une mention considérée comme offensante pour les Juifs (perfidis). Elle a été introduite au VIIe siècle dans la liturgie catholique du Vendredi saint. Puis l'agenouillement et la prière silencieuse ont été supprimés au VIIIe siècle.
Des travaux théologiques entre 1955 (Pie XII) et 1969 (Paul VI) ont modifié cette prière.

### Communion anglicane

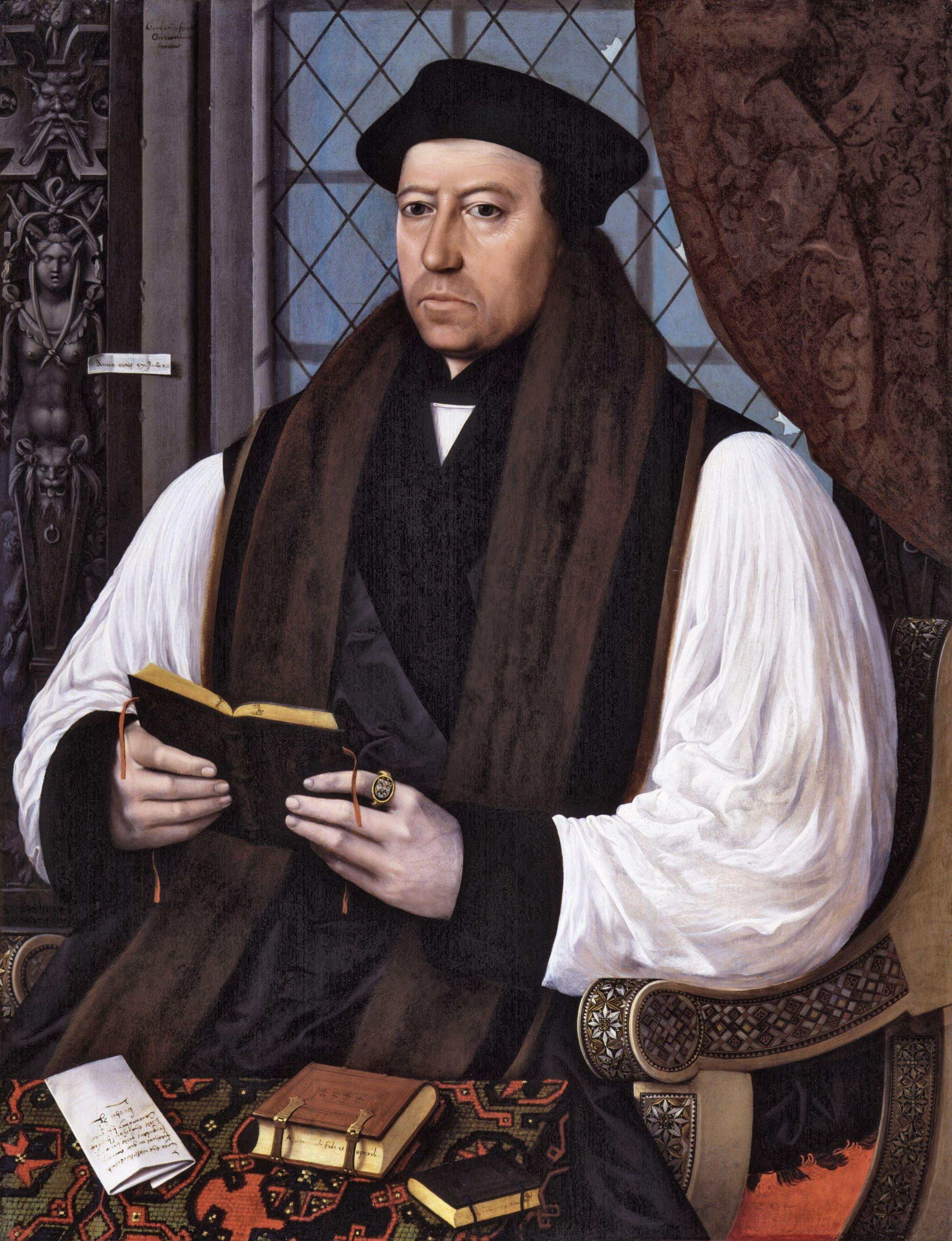
Thomas Cranmer (1489–1556) par Gerlach Flicke (1545), National Portrait Gallery (Royaume-Uni)

L'Église d'Angleterre, indépendante de la papauté depuis le XVIe siècle et dont est issue la Communion anglicane, a conservé pour le Vendredi saint la liturgie du catholicisme dans sa forme originelle, mais elle réunit les neuf suppliques d'intercession dans trois prières (nommées en anglais collects), que la communauté tout entière prononce sans s'agenouiller. La troisième prière comprend les suppliques traditionnelles pour les Juifs, les païens (ici : les « Turcs », c'est-à-dire les musulmans), les incroyants et les hérétiques. Thomas Cranmer, archevêque de Cantorbéry, l'a formulée en 1549,. Cette version a été incluse dans le Book of Common Prayer de 1662.
Lors de la fondation de l'Église épiscopale qui a suivi l'indépendance des États-Unis, celle-ci a incorporé cette formulation dans son livre de prières (1789). Depuis environ 1918 certains groupes dans l'Église ont critiqué la phrase concernant les Juifs, les Turcs, les infidèles et les hérétiques, et ils l'ont modifiée. En 1925, par exemple, le diocèse du Massachusetts appartenant à l'Église épiscopale l'a remplacée par cette formulation : « Aie pitié de tous ceux qui ne te connaissent pas ». Lors de la révision du livre de prière, en 1928, l'ensemble de l'Église épiscopale a vu dans cette critique une occasion de remplacer la phrase par : « Prends pitié  de ceux qui ne te connaissent pas tel que tu as été révélé dans l'Évangile de ton Fils ».
Dans le livre de prières de l'Église épiscopale de 1979 se reflète une nouvelle fois le mouvement de réforme liturgique du XXe siècle et il inclut, entre autres, une révision importante de toute la liturgie du Vendredi saint. Non seulement la Collecte proprement dite a été fortement abrégée, mais après le sermon on a introduit toute une suite de prières plus importantes sous le nom de « The Solemn Collects ». Ces prières, dans la lignée de celles qui étaient déjà apparues en 1928, ne mentionnent ni les Juifs, ni les Turcs, mais demandent de prier de façon générale (soit toujours à genoux, soit debout, selon ce qui aura été décidé).
L'Église d'Angleterre, il est vrai, n'a pas abandonné le livre de prières officiel de 1662, mais elle a publié en 1980, l'Alternative Service Book, où se trouve de façon atténuée la troisième supplication du Vendredi saint. Jusqu'en 2000 il a été en usage à côté du livre de prière ordinaire de 1662 et a depuis été remplacé par le livre intitulé Common Worship où la prière d'intercession concernant les Juifs ne figure plus. D'autres communautés relevant de la Communion anglicane ont chacune leur propre version du livre de prière, avec des règles différentes à cet égard.

### Église vieille-catholique
L'Église vieille-catholique continue la tradition liturgique du rite romain, mais du fait de sa constitution épiscopalo-synodale elle a procédé à des réformes liturgiques dès sa création dans les années 1870. Adolf Thürling, un expert en liturgie, a adapté les textes traditionnels dans une langue plus moderne. Le missel d'autel en allemand qu'il a élaboré en 1888 ne contenait plus de prière d'intercession concernant les Juifs : dans la sixième et dernière supplique d'intercession du Vendredi saint on priait pour l'humanité tout entière afin que «les cœurs aveugles et endurcis s'éveillassent à une vie nouvelle. »  
En 1959 a paru un nouveau missel d'autel, pour lequel Kurt Pursch a traduit la plupart des textes du Missale Romanum en s'efforçant d'être le plus littéral possible. C'est pourquoi on y trouve encore la prière d'intercession concernant les Juifs ,.
Dans le diocèse allemand ce missel était à peine utilisé, même s'il était resté en vigueur officiellement. C'est qu'après la réforme de la liturgie catholique romaine qui avait suivi le concile le rituel vieux-catholique de la messe apparaissait comme dépassé. Pour cette raison, les autorités épiscopales toléraient l'usage du misel d'autel de 1888 et du livre de messe de l'Église catholique de 1970-1975.
En 1995 un nouveau missel a été publié sous le titre Eucharistiebuch et, en 2006 il a été refondu et muni de rubriques. Dans les deux éditions manque la cinquième des huit suppliques « pour ceux qui ne croient pas au Christ », c'est-à-dire une prière d'intercession distincte réservée aux Juifs.
Dans l'Église vieille-catholique d'Autriche est en vigueur le missel de 1930 auquel avaient été ajoutées en 1952 des expressions antijuives ; celles-ci ont cependant été supprimées par Bernhard Heitz, évêque de 1994 à 2007.
L'Église catholique-chrétienne de la Suisse avait une prière d'intercession concernant les juifs, mais la formulation en était critiquée et elle était souvent omise. Depuis 2008 le nouveau recueil de prières et de cantiques contient dans son deuxième volume une version modifiée,.